# Lloret de Salvadori
El lloret de Salvadori (Psittaculirostris salvadorii) és una espècie d'ocell de la família dels psitàcids que habita els boscos del nord de Nova Guinea.